# Contea di Dent
La contea di Dent è una contea dello Stato del Missouri, negli Stati Uniti. La popolazione al censimento del 2000 era di 14 927 abitanti, passati a 15 657 nel 2010. Il capoluogo di contea è Salem.